# Pleuraphodius
Pleuraphodius är ett släkte av skalbaggar. Pleuraphodius ingår i familjen Aphodiidae.

## Dottertaxa tillPleuraphodius, i alfabetisk ordning[1]
- Pleuraphodius abax
- Pleuraphodius aequatorialis
- Pleuraphodius agnoscibilis
- Pleuraphodius anceps
- Pleuraphodius assimilis
- Pleuraphodius berlandi
- Pleuraphodius bibatillatus
- Pleuraphodius bovis
- Pleuraphodius breuningi
- Pleuraphodius brunneus
- Pleuraphodius burgeoni
- Pleuraphodius burorum
- Pleuraphodius buschirii
- Pleuraphodius carinatipennis
- Pleuraphodius chaboti
- Pleuraphodius clementi
- Pleuraphodius confinis
- Pleuraphodius conformis
- Pleuraphodius consocius
- Pleuraphodius darfurensis
- Pleuraphodius decellei
- Pleuraphodius dingaani
- Pleuraphodius dispar
- Pleuraphodius ducorpsi
- Pleuraphodius ebeninus
- Pleuraphodius elgonensis
- Pleuraphodius fosseyae
- Pleuraphodius gnomus
- Pleuraphodius hamoriae
- Pleuraphodius hanstroemi
- Pleuraphodius hospes
- Pleuraphodius humator
- Pleuraphodius hybridus
- Pleuraphodius ilamensis
- Pleuraphodius impudicus
- Pleuraphodius javanus
- Pleuraphodius jombaensis
- Pleuraphodius kaffa
- Pleuraphodius kaokoveldensis
- Pleuraphodius kavani
- Pleuraphodius kilimandjaroensis
- Pleuraphodius kuijteni
- Pleuraphodius landini
- Pleuraphodius laterociliatus
- Pleuraphodius latistriatus
- Pleuraphodius leo
- Pleuraphodius letabus
- Pleuraphodius lewisi
- Pleuraphodius luzonensis
- Pleuraphodius malangensis
- Pleuraphodius malawiensis
- Pleuraphodius matamataensis
- Pleuraphodius maynei
- Pleuraphodius medanii
- Pleuraphodius medioximus
- Pleuraphodius mime
- Pleuraphodius montuosus
- Pleuraphodius multicarinatus
- Pleuraphodius mutilus
- Pleuraphodius mwingi
- Pleuraphodius natalensis
- Pleuraphodius olkokolae
- Pleuraphodius paranceps
- Pleuraphodius punctobasalis
- Pleuraphodius pusio
- Pleuraphodius pygmaeus
- Pleuraphodius ratnapurensis
- Pleuraphodius reticulatus
- Pleuraphodius rothschildi
- Pleuraphodius rudis
- Pleuraphodius sebastianellus
- Pleuraphodius simillimus
- Pleuraphodius singularis
- Pleuraphodius socius
- Pleuraphodius soudanensis
- Pleuraphodius sparsepunctatus
- Pleuraphodius stehliki
- Pleuraphodius stipulus
- Pleuraphodius subteter
- Pleuraphodius sulcipennis
- Pleuraphodius tectipennis
- Pleuraphodius tectoformibus
- Pleuraphodius teter
- Pleuraphodius thomasi
- Pleuraphodius umbilicatus
- Pleuraphodius utae
- Pleuraphodius wardi
- Pleuraphodius vespuccii
- Pleuraphodius viscaensis